# 圣索尔兰
圣索尔兰（法語：Saint-Sorlin，法語發音：[sɛ̃ sɔʁlɛ̃]）是法国罗讷省的一个旧市镇，属于里昂区。2017年，圣索尔兰与临近的2个市镇合并为新市镇沙巴尼耶尔。

## 地理
圣索尔兰（45°37'16"N, 4°38'23"E）面积4.7 平方千米，位于法国奥弗涅-罗讷-阿尔卑斯大区罗讷省，该省份为法国中东部省份，北起顺时针与索恩-卢瓦尔省、安省、里昂大都会、伊泽尔省和卢瓦尔省接壤。
与圣索尔兰接壤的市镇（或旧市镇、城区）包括：绍桑、莫尔南、圣安德烈拉科特、圣迪迪耶苏里沃里。
圣索尔兰的时区为UTC+01:00、UTC+02:00（夏令时）。

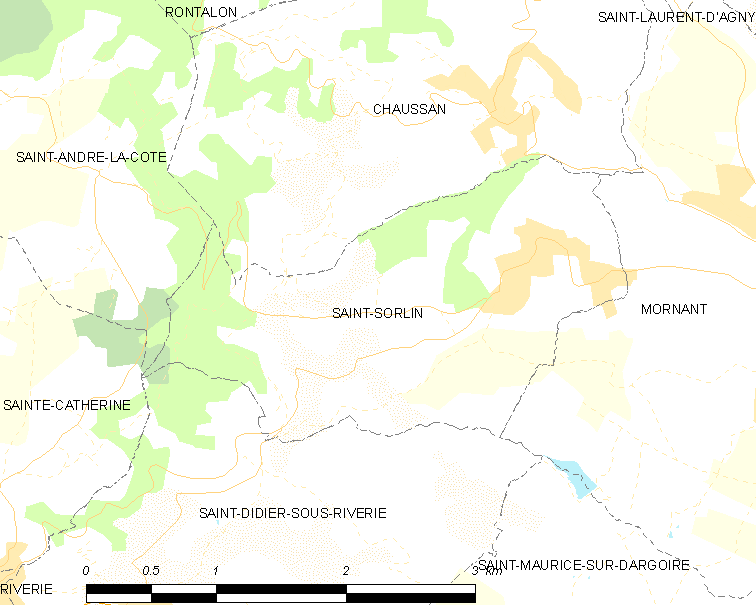
圣索尔兰的OSM定位图

## 行政
圣索尔兰的邮政编码为69440，INSEE市镇编码为69237。

## 政治
圣索尔兰所属的省级选区为莫尔南县。

## 人口

1962-2008年间圣索尔兰人口变化图示

圣索尔兰于2018年1月1日时的人口数量为577人。